# Marco Gorzegno
Marco Gorzegno (Cuneo, 9 giugno 1981) è un calciatore italiano, difensore svincolato.

## Caratteristiche tecniche
Marco Gorzegno nasce come difensore laterale sinistro ma gioca abitualmente anche nel ruolo di esterno di centrocampo.

## Carriera
Cresciuto nelle giovanili della Juventus, dagli esordienti alla Primavera , Gorzegno fa tutta la trafila del settore giovanile bianconero. Viene ceduto in prestito al Cuneo in Serie D dove si rende protagonista di un'ottima annata (1998/99). Torna alla Juventus, che lo inserisce nella propria rosa per la stagione 1999-00 e 2000/2001 , senza esordire, giocando due stagioni nella primavera raggiungendo la nazionale U 20. Nel 2001/02 viene ceduto in prestito Torres in Serie C1, mentre l'anno successivo veste la maglia del Prato. Il salto di categoria avviene con l'acquisto da parte dell'AlbinoLeffe nella stagione 2003-04, società nella quale resta fino al Gennaio 2006 quando verrà ceduto allo Spezia. Dopo la retrocessione e il fallimento della squadra ligure, viene acquistato dal Brescia, nel quale gioca la stagione 2008-09. Il 7 agosto 2009 viene acquisito in prestito con diritto di riscatto dal Sassuolo. Finito il prestito torna a Brescia, ma viene nuovamente prestato in Serie B, all'Empoli. In Toscana gioca 27 partite, e a fine stagione, scaduto il suo contratto, rimane svincolato a parametro zero.
Il 24 ottobre 2011 torna ufficialmente ad Empoli, firmando un contratto annuale. Al termine della stagione rimane svincolato.
Il 23 luglio 2012 si accasa alla Juve Stabia.
Nel febbraio 2014, passa alla Carrarese a parametro zero.
Nell'estate del 2015 torna nella "sua" Cuneo, da capitano, per affrontare la stagione in Lega Pro.
Nel settembre del 2016, dopo essere rimasto senza contratto, firma un contratto con il Fossano Calcio, squadra che partecipa al campionato di Eccellenza in Piemonte.
Per il periodo 2019-2021 viene tesserato dal Cuneo Football Club, neonata società del capoluogo fondata per riempire il vuoto lasciato dal Cuneo in via di fallimento, dove gioca come difensore centrale nel campionato di Terza Categoria e Seconda Categoria.

### Presenze e reti nei club
| Stagione           | Squadra            | Campionato         | Campionato | Campionato | Coppe nazionali | Coppe nazionali | Coppe nazionali | Coppe continentali | Coppe continentali | Coppe continentali | Altre coppe | Altre coppe | Altre coppe | Totale | Totale |
| Stagione           | Squadra            | Comp               | Pres       | Reti       | Comp            | Pres            | Reti            | Comp               | Pres               | Reti               | Comp        | Pres        | Reti        | Pres   | Reti   |
| ------------------ | ------------------ | ------------------ | ---------- | ---------- | --------------- | --------------- | --------------- | ------------------ | ------------------ | ------------------ | ----------- | ----------- | ----------- | ------ | ------ |
| 1998-1999          | Cuneo              | CND                | 32         | 7          | -               | -               | -               | -                  | -                  | -                  | -           | -           | -           | 32     | 7      |
| 2000-2001          | Juventus           | A                  | 0          | 0          | CI              | 0               | 0               | UCL                | 0                  | 0                  | -           | -           | -           | 0      | 0      |
| 2001-2002          | Torres             | C1                 | 26         | 2          | CI-C            | 0               | 0               | -                  | -                  | -                  | -           | -           | -           | 26     | 2      |
| 2002-2003          | Prato              | C1                 | 30         | 2          | CI-C            | 4               | 0               | -                  | -                  | -                  | -           | -           | -           | 34     | 2      |
| 2003-2004          | AlbinoLeffe        | B                  | 22         | 2          | CI              | 0               | 0               | -                  | -                  | -                  | -           | -           | -           | 22     | 2      |
| 2004-2005          | AlbinoLeffe        | B                  | 18         | 1          | CI              | 1               | 0               | -                  | -                  | -                  | -           | -           | -           | 19     | 1      |
| 2005-gen. 2006     | AlbinoLeffe        | B                  | 9          | 0          | CI              | 1               | 0               | -                  | -                  | -                  | -           | -           | -           | 10     | 0      |
| Totale AlbinoLeffe | Totale AlbinoLeffe | Totale AlbinoLeffe | 49         | 3          |                 | 2               | 0               |                    | -                  | -                  |             | -           | -           | 51     | 3      |
| gen.-giu. 2006     | Spezia             | C1                 | 12         | 2          | CI+CI-C         | -               | -               | -                  | -                  | -                  | SL-C1       | 2           | 0           | 14     | 2      |
| 2006-2007          | Spezia             | B                  | 36         | 2          | CI              | 0               | 0               | -                  | -                  | -                  | -           | -           | -           | 36     | 2      |
| 2007-2008          | Spezia             | B                  | 32         | 4          | CI              | 1               | 0               | -                  | -                  | -                  | -           | -           | -           | 33     | 4      |
| Totale Spezia      | Totale Spezia      | Totale Spezia      | 80         | 8          |                 | 1               | 0               |                    | -                  | -                  |             | 2           | 0           | 83     | 8      |
| 2008-2009          | Brescia            | B                  | 25+3       | 4          | CI              | 2               | 0               | -                  | -                  | -                  | -           | -           | -           | 30     | 4      |
| 2009-2010          | Sassuolo           | B                  | 26+2       | 1          | CI              | 3               | 0               | -                  | -                  | -                  | -           | -           | -           | 31     | 1      |
| 2010-2011          | Empoli             | B                  | 27         | 0          | CI              | 0               | 0               | -                  | -                  | -                  | -           | -           | -           | 27     | 0      |
| 2011-2012          | Empoli             | B                  | 16+2       | 1          | CI              | 1               | 0               | -                  | -                  | -                  | -           | -           | -           | 19     | 1      |
| Totale Empoli      | Totale Empoli      | Totale Empoli      | 43+2       | 1          |                 | 1               | 0               |                    | -                  | -                  |             | -           | -           | 46     | 1      |
| 2012-2013          | Juve Stabia        | B                  | 14         | 1          | CI              | 0               | 0               | -                  | -                  | -                  | -           | -           | -           | 14     | 1      |
| feb.-giu. 2014     | Carrarese          | 1D                 | 7          | 1          | CI-LP           | -               | -               | -                  | -                  | -                  | -           | -           | -           | 7      | 1      |
| 2014-2015          | Carrarese          | C                  | 21         | 2          | CI-LP           | -               | -               | -                  | -                  | -                  | -           | -           | -           | 21     | 2      |
| Totale Carrarese   | Totale Carrarese   | Totale Carrarese   | 28         | 3          |                 | 0               | 0               |                    | -                  | -                  |             | -           | -           | 28     | 3      |
| 2015-2016          | Cuneo              | C                  | 21         | 1          | CI-LP           | 1               | 0               | -                  | -                  | -                  | -           | -           | -           | 22     | 1      |
| Totale             | Totale             | Totale             | 374+7      | 33         |                 | 16              | 0               |                    | -                  | -                  |             | 2           | 1           | 390    | 34     |

## Palmarès

### Club

#### Competizioni nazionali
- Serie C1: 1

Spezia: 2005-2006
- Supercoppa di Lega di Serie C1: 1

Spezia: 2006